# Peter Lax
Peter David Lax (Boedapest, 1 mei 1926 – Manhattan (New York), 16 mei 2025) was een Hongaars-Amerikaans wiskundige die zowel in de zuivere als toegepaste wiskunde actief is geweest. Hij heeft onder andere belangrijke bijdragen geleverd aan integreerbare systemen, de stromingsleer en schokgolven, solitonische natuurkunde, hyperbolische behoudswetten en de wiskundige informatica. 
Hij heeft aan het Manhattanproject meegewerkt. Eerst werkte hij als calculator bediende, daarna droeg hij bij met wiskunde op een hoger niveau. Hij werkte onder natuurkundige Robert Serber in de afdeling Theoretische Natuurkunde en aan kwesties van neutronentransport met Enrico Fermi.
Na de oorlog behaalde hij een doctoraat in 1949.
In 2005 werd aan hem de Abelprijs uitgereikt. In 2013 ontving Lax de Gouden Lomonosov-medaille van de Russische Academie van Wetenschappen.
Lax overleed op 16 mei 2025 op 99-jarige leeftijd.
- Bibliothèque nationale de France: cb12279914k (data)
- Catàleg d'autoritats de noms i títols de Catalunya: 981058512442906706
- CiNii: DA00732315
- DBLP: 40/3632
- Gemeinsame Normdatei: 130442437
- International Standard Name Identifier: 0000 0001 0884 9568
- Library of Congress Control Number: n50038406
- Nationale Bibliotheek van Letland: 000173206
- Mathematics Genealogy Project: 13415
- Bibliotheek van het Japanse parlement: 00447045
- Nationale Bibliotheek van Tsjechië: mzk2011622323
- Nationale Bibliotheek van Israël: 987007593165405171
- Nationale Bibliotheek van Polen: a0000003214722
- Nederlandse Thesaurus van Auteursnamen: 068451741
- Istituto Centrale per il Catalogo Unico: CFIV036537
- SNAC: w6b60tx1
- Système universitaire de documentation: 031618642
- Virtual International Authority File: 32058392
- WorldCat: E39PBJqw6VwKGq3qgh9v6VhJXd